# The Wrestler (pjesma)
"The Wrestler" je pjesma Brucea Springsteena iz 2008. napisana i snimljena za film Hrvač. 2009. je objavljena na Springsteenovu albumu Working on a Dream kao bonus pjesma.

## Povijest
Pjesma je temeljena na izgubljenom i kasnije nastavljenom prijateljstvu između Springsteena i glumca Mickeyja Rourkea koji je nastupio u glavnoj ulozi u Hrvaču; Rourke je rekao Springsteenu za nadolazeći film i zamolio ga napiše pjesmu za nj. Springsteen je to kasnije i učinio te je odsvirao prije koncerta Rourkeu i redatelju Darrenu Aronofskyju. Kako im je se svidjela, Springsteen ju je ustupio besplatno.
Prvi se put pojavila na 65. Venecijanskom međunarodnom filmskom festivalu u kolovozu 2008. na premijeri filma Hrvač. U prosincu 2008. je nominirana za Zlatni globus za najbolju originalnu pjesmu, a 11. siječnja 2009. je i osvojila nagradu. Osvojila je i nagradu Udruženja televizijskih, radijskih i internetskih filmskih kritičara za najbolju pjesmu, a nominirana je, iako nije osvojila, i za Nagradu Satellite za najbolju originalnu pjesmu. Očekivalo se da će biti nominirana i za Oscar za najbolju originalnu pjesmu, gdje bi Springsteen nastupio na dodjeli, ali prema onome što je Rolling Stone nazvao "šokantnim vijestima", pjesma nije nominirana na proglašenju nominacija 22. siječnja 2009., kad je Akademija nominirala samo tri, umjesto uobičajenih pet pjesama.

## Jednonogi pas
Stihovi pjesme ubrzo su postali tema na mnogim blogovima gdje se kritizirao očigledni Springsteenov lapsus:
"Have you ever seen a one trick pony in the field so happy and free?
If you’ve ever seen a one trick pony then you’ve seen me
Have you ever seen a one-legged dog making his way down the street?
If you’ve ever seen a one-legged dog then you’ve seen me
Nekoliko se blogera zapitalo da li je Springsteen mislio ili trebao otpjevati "three-legged dog" umjesto "one-legged dog", zbog male vjerojatnosti da bi se "jednonogi pas" mogao "vući ulicom". S druge strane, tronogi pas je tipična pojava i istaknuti primjer osakaćene životinje - one koja je još velikim dijelom pokretna. Neki su blogeri kreirali slike koje prikazuju misterioznog "jednonogog psa". Jednonogi pas isto tako može biti referenca na jednonogog čovjeka.

## Snimanje i videospot
Snimljena verzija, bez gudačkog uvoda iz odjavne špice, postala je 16. prosinca dostupna na iTunesu, prije početka prikazivanja filma u većim američkim gradovima. Springsteen ju je snimio u svojem kućnom studiju Thrill Hill Recording u New Jerseyju; odsvirao je sve instrumente te ju je producirao.
Zatim je uključena kao bonus pjesma na Springsteenov album Working on a Dream, iako je "The Wrestler" bio udaljavanje od romantičnih pop tema i raskošne produkcije ostatka albuma.
Spot za pjesmu snimljen je krajem siječnja 2009. u boksačkoj dvorani u New Brunswicku u New Jerseyju, a objavljen je na Springsteenovim društvenim internetskim stranicama. Prikazuje Springsteena s kosom skupljenom straga u ringu te kadrove iz filma. Produžena verzija spota bila je dostupna na iTunesu, a prikazivala je samo Springsteena. Snimljen je video o snimanju spota i objavljen u iTunesovu paketu; sastojao se od Springsteenove interpretacije glavnog junaka filma, kako se to uklapa u normalni model ljudske prirode i kako je pokuašavao napisati pjesmu koja bi to odražavala.
Video je uključen kao bonus materijal na DVD izdanje filma koje je objavljeno u svibnju 2009.

## Koncertne izvedbe
Iako Springsteen nije bio u mogućnosti izvesti pjesmu na dodjeli Oscara, ona se redovito pojavljivala tijekom Working on a Dream Toura 2009. Izvođena u glavnom setu u tihom aranžmanu s prigušenim reflektorima.

## Vanjske poveznice
- Stihovi "The Wrestler"  Arhivirana inačica izvorne stranice od 11. lipnja 2010. (Wayback Machine) na službenoj stranici Brucea Springsteena